# Walerij Kokojew
Walerij Albiertowicz Kokojew (ros. Валерий Альбертович Кокоев; ur. 22 lipca 1988) – rosyjski lekkoatleta, kulomiot.
Jego największym dotychczasowym osiągnięciem jest złoty medal młodzieżowych mistrzostw Europy (Kowno 2009). Medalista mistrzostw Rosji oraz reprezentant kraju w zimowym pucharze Europy w rzutach.

## Rekordy życiowe
- pchnięcie kulą (stadion) – 20,46 (2013)
- pchnięcie kulą (hala) – 20,58 (2014)